# Setina brunnescens
Setina brunnescens är en fjärilsart som beskrevs av Hirschke 1910. Setina brunnescens ingår i släktet Setina och familjen björnspinnare. Inga underarter finns listade i Catalogue of Life.